# Jadeveon Clowney
Jadeveon Clowney (nacido el 14 de febrero de 1993) es un jugador profesional de fútbol americano estadounidense que juega en la posición de defensive end y actualmente es agente libre. Jugo para los Cleveland Browns de la National Football League (NFL) en la temporada pasada.

## Biografía
Clowney asistió a South Pointe High School, donde jugó en el equipo de fútbol americano tanto de running back como defensive end.
Tras su paso por el instituto, Clowney recibió ofertas de becas de Clemson, Alabama, LSU, Florida State y South Carolina, decantándose por esta última.

## Carrera

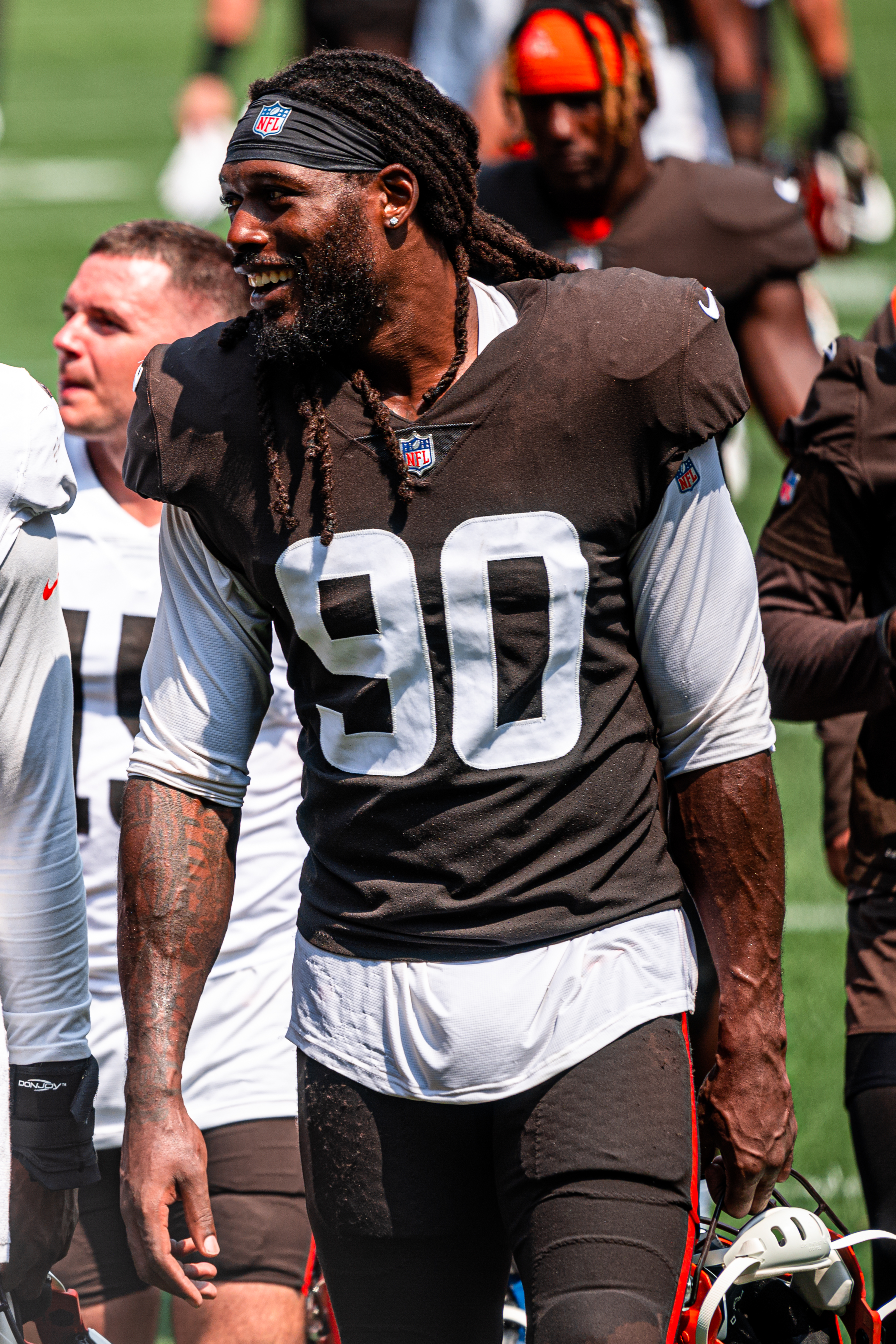
Jadeveon Clowney.

### Houston Texans
Clowney fue seleccionado por los Houston Texans en la primera ronda (puesto 1) del draft de 2014.
Con los Texans, Clowney ha logrado dos títulos de división, clasificándose a playoffs en 2015-16, donde los Texans perdieron 30-0 frente a los Kansas City Chiefs.

### Seattle Seahawks
El 31 de agosto de 2019, los Texans cambiaron a Clowney a los Seattle Seahawks a cambio de Jacob Martin, Barkevious Mingo y una selección de tercera ronda del draft de 2020 (luego canjeada a los Oakland Raiders por Gareon Conley).
En la Semana 10 ante los San Francisco 49ers, Clowney capturó a Jimmy Garoppolo provoncado un balón suelto recuperado por su equipo, y posteriormente recuperó otro balón suelto provocado por su compañero Jarran Reed que terminó en anotación para la victoria en tiempo adicional por 27-24. Gracias a su rendimiento en dicho juego, fue nombrado Jugador Defensivo de la Semana de la Conferencia Nacional (NFC).

### Tennessee Titans
El 6 de septiembre de 2020, Clowney firmó un contrato de un año por valor de $12 millones con los Tennessee Titans. En apenas ocho encuentros, registró 19 tacleadas y un balón suelto forzado antes de ser incluido en la lista de reservas lesionados.

### Cleveland Browns
El 14 de abril de 2021, Clowney firmó un contrato de un año con los Cleveland Browns.

## Estadísticas generales
|  | Seleccionado al Pro Bowl |

| Año   | Equipo | Juegos | Juegos | Tacleadas | Tacleadas | Tacleadas | Tacleadas | Tacleadas | Intercepciones | Intercepciones | Intercepciones | Intercepciones | Intercepciones | Intercepciones | Balones sueltos | Balones sueltos | Balones sueltos | Balones sueltos |
| Año   | Equipo | GS     | GP     | Comb      | Total     | Ast       | Sack      | SFTY      | PDef           | Int            | Yds            | Avg            | Lng            | TDs            | FF              | FR              | Yds             | TD              |
| ----- | ------ | ------ | ------ | --------- | --------- | --------- | --------- | --------- | -------------- | -------------- | -------------- | -------------- | -------------- | -------------- | --------------- | --------------- | --------------- | --------------- |
| 2014  | HOU    | 4      | 2      | 7         | 5         | 2         | 0.0       | --        | 0              | --             | --             | --             | --             | --             | 0               | 0               | --              | --              |
| 2015  | HOU    | 13     | 9      | 40        | 27        | 13        | 4.5       | --        | 6              | --             | --             | --             | --             | --             | 1               | 0               | --              | --              |
| 2016  | HOU    | 14     | 14     | 52        | 40        | 12        | 6.0       | --        | 2              | --             | --             | --             | --             | --             | 1               | 0               | --              | --              |
| 2017  | HOU    | 16     | 16     | 59        | 41        | 18        | 9.5       | --        | 2              | --             | --             | --             | --             | --             | 2               | 2               | 71              | 1               |
| 2018  | HOU    | 15     | 11     | 47        | 38        | 9         | 9.0       | --        | 1              | --             | --             | --             | --             | --             | 1               | 3               | 0               | 1               |
| 2019  | SEA    | 13     | 11     | 31        | 21        | 10        | 3.0       | --        | 3              | 1              | 27             | 27.0           | 27             | 1              | 4               | 2               | 10              | 1               |
| 2020  | TEN    | 8      | 8      | 19        | 14        | 5         | 0.0       | --        | 4              | --             | --             | --             | --             | --             | 1               | 0               | --              | --              |
| Total | Total  | 83     | 74     | 255       | 186       | 69        | 32.0      | --        | 18             | 1              | 27             | 27.0           | 27             | 1              | 9               | 8               | 81              | 3               |

Fuente: Pro-Football-Reference.com